# Савінкова Людмила Петрівна
Людмила Петрівна Савінкова (Шапошникова) (1 січня 1936, Москва, РРФСР, СРСР) — радянська спортсменка та українська тренерка, представляла художню гімнастику в індивідуальних і командних вправах. Вона є першою чемпіонкою світу в 1963 році і однією з членів групи, яка виграла золото в першому в історії груповому змаганні, проведеному на чемпіонаті світу 1967 року.

## Кар'єра
Людмила Савінкова народилася в Москві, Росія. У дитинстві вона мріяла стати балериною та художницею. Савінкова була типовою представницею колишньої радянської школи художньої гімнастики, відомою точністю ліній та легкістю виконання. Вперше її природну елегантність, стиль та фізичні якості помітила Тамара Вартанова в одному з палаців піонерів в Москві. Пізніше сестра Тамари Марія Лісіцян почала тренувати Савінкову і вивела її на найвищий змагальний рівень. На початку 1960-х Марія Лісіцян стала національним тренером радянської команди та відповідала за команду, що представляла її країну на 1-му чемпіонаті світу в 1963 році.
28 гімнасток з 10 країн взяли участь у змаганнях під назвою Перший турнір європейських кубків у Палаці спорту в Будапешті, Угорщина, у суботу 7 грудня 1963 року. Вони були з Бельгії, Болгарії, Німецької Демократичної Республіки, Іспанії, Польщі, СРСР, Угорщини, Фінляндії та Чехословаччини. 
На заході вона стала першою в історії титулованою чемпіонкою світу з багатоборства (1964 р.). Савінкова також брала участь у своєму 2-му чемпіонаті світу в 1965 році в Празі, але невдале падіння з м'яча змусило втратити всі надії на перемогу вдруге і не дозволило їй здобути нагороду.
Останній чемпіонат світу, в якому Савінкова брала участь, був Чемпіонаті світу 1967 року в Копенгагені. Савінкова була однією з шести гімнасток групових вправ Радянського Союзу. Цей конкурс був дебютним для групових вправ на світовій арені. Ради виграли групову золоту медаль. Зі своїм груповим золотом Савінкова пішла з художньої гімнастики. 
Протягом 1970-х років тренувала в Києві; вона працювала з груповими вправами у партнерстві з українською тренеркою Альбіною Дерюгіною.